# Александр Селкірк
Александр Селкі́рк (англ. Alexander Selkirk, Selcraig, 1676 — 13 грудня 1721) — шотландський моряк, відомий своєю кількарічною робінзонадою (врятований у 1709 році) на незаселеному острові Мас-а-Тьєрра (нині — острів Робінзон-Крузо), який у складі архіпелагу Хуан-Фернандес, розташованого в Тихому океані, за 640 кілометрів від узбережжя Чилі.
Селкірк вважається прототипом літературного героя Робінзона Крузо у романі Данієля Дефо «Життя й незвичайні та дивовижні пригоди Робінзона Крузо».
Іменем моряка названо один із островів архіпелагу Хуан-Фернандес — острів Александра Селкірка.
Під час Війни за іспанську спадщину, Селкірк служив боцманом на одному з кораблів англійського капера Вільяма Дампіра — 16-гарматному галеоні «Сінке Портс» (Cinque Ports, 63 чоловіка). 30 квітня 1703 року Дампір зі своєю флотилією відплив у свою другу навколосвітню експедицію. На шляху вони безуспішно атакували французький корабель, проте захопили чотири невеликих іспанських кораблі.
Маючи норовисту й запальну вдачу, Селкірк постійно сперечався з капітаном «Сінке Портс» Томасом Страдлінґом, висловлюючи свою невдоволеність морехідними якостями корабля. Коли корабель пропливав поблизу ненаселеного архіпелагу Хуан-Фернандес біля узбережжя Чилі боцман зопалу висловив бажання висадитись на берег. Капітан негайно задовольнив цю вимогу, попри те, що пізніше Александр отямився й просив скасувати це рішення. Селкірк залишався на острові 4 роки та 4 місяці, до того, як його підібрав Дампір, і став прототипом для роману Даніеля Дефо «Робінзон Крузо». Побоювання Селкірка, проте, виправдалися — «Сінке Портс» затонув, а більшість його команди загинула.
Повернувшись у рідне містечко Ларго (Lower Largo), Селкірк спершу жив відносно спокійно. Часто відвідував паби, де й розповідав про свої пригоди. Судячи зі спогадів його сучасників, Александр був непоганим оповідачем. Наприклад, сер Річард Стіл у 1713 році відзначав у журналі «Англієць», що «його (Селкірка) дуже цікаво слухати, він тверезо мислить й вельми живо описує перебування своєї душі на різних етапах такої тривалої самоти».
Та Селкірк так і не зміг адаптуватися до нової обстановки. Вступивши до королівського флоту в чині лейтенанта він помер від жовтої гарячки на борту «Веймута» біля берегів Африки у віці 47 років і був похований у морі.